# Маніок їстівний
{{#ifeq:0|0|{{#if:|{{#if:Manihotesculenta|[[]}}|}}}}
Маніок їстівний або касава (Manihot esculenta Crantz) — типовий вид роду маніок родини молочайних (Euphorbiaceae), важлива харчова коренеплідна тропічна рослина.

## Назва

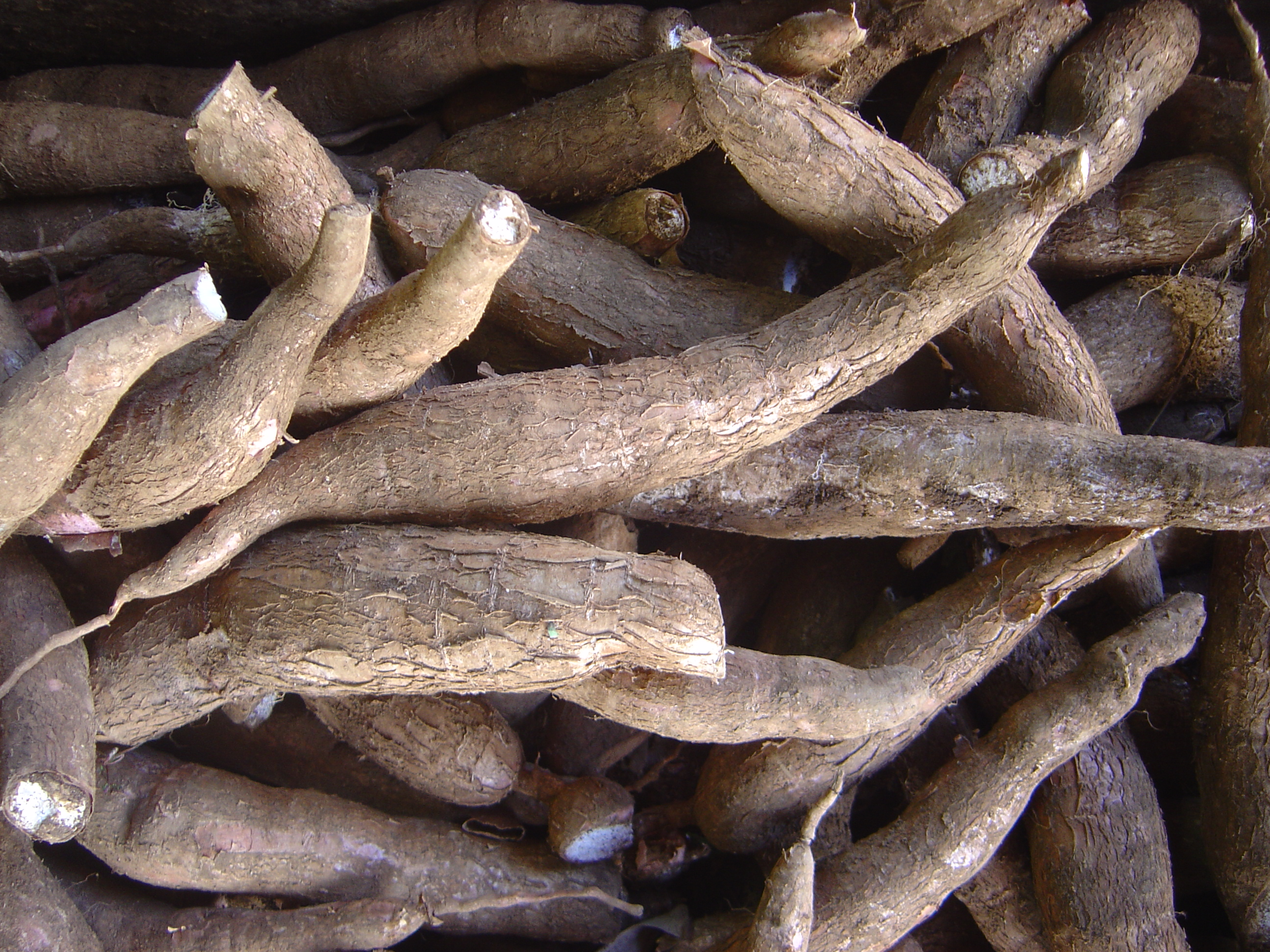
Необроблене коріння маніоку

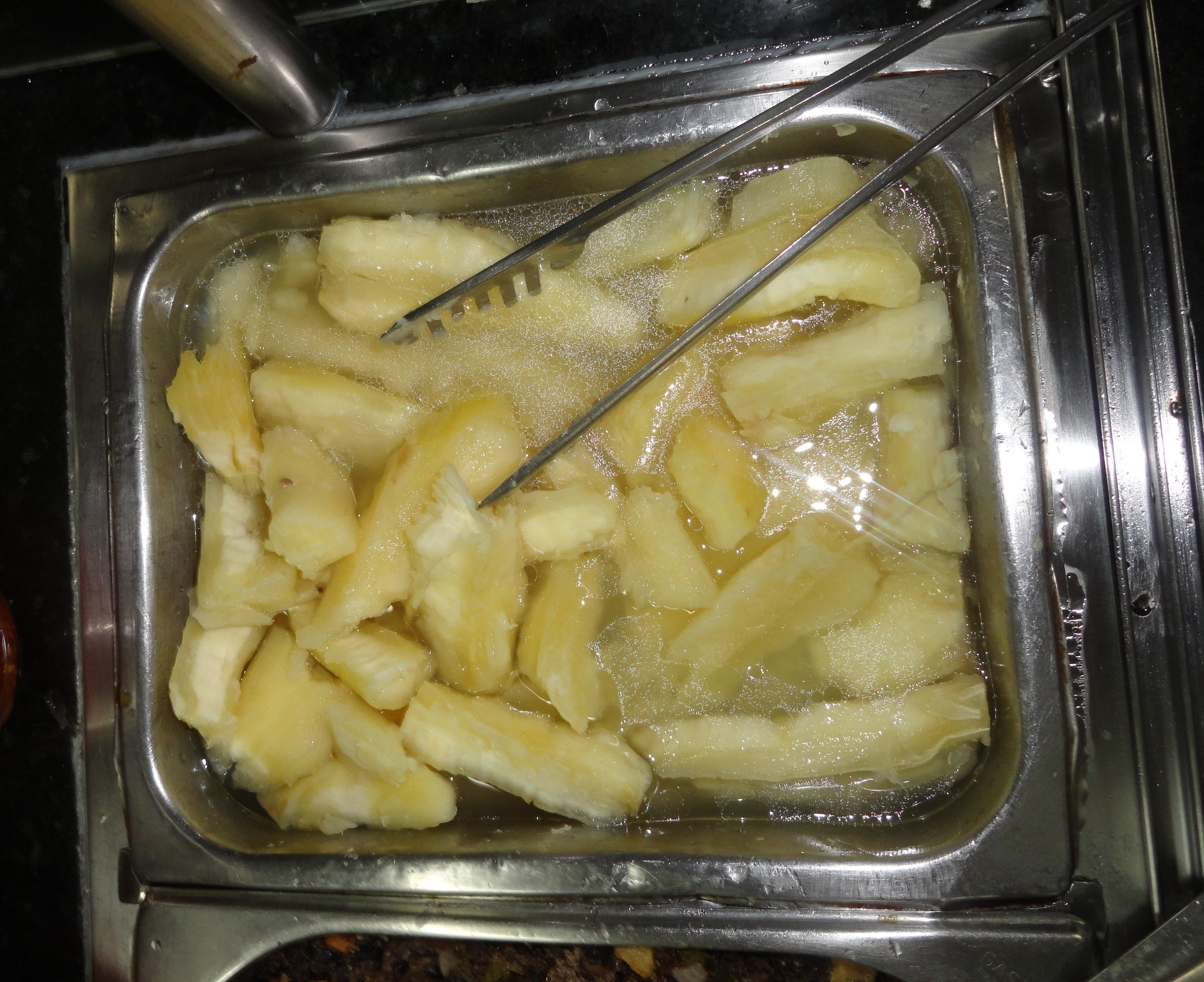
Страва з маніоку

Касава — африканська назва маніоку (ця назва походить з Бразилії, де так цю рослину називають Тупі-Гуарані, а в решті Південної Америки відома як юка — через що дуже частою є плутанина назв і понять). Суто касавою нерідко іменують тільки борошно з маніоку.

## Опис
Це багаторічна вічнозелена кущова рослина 3-5 м заввишки. Стебло циліндричне, 2-7 см завтовшки, розгалужене, добре облиствене, крихке. Забарвлення сіро-зелене, сріблясте або малинове, поверхня гладка або шорстка. Листки пальчасті, з 3-7 частками, на довгих яскраво-червоних черешках, довжина частки листа 12-17 см. Суцвіття — китиця до 20 см. Квітки дрібні, жовтого забарвлення, полігамні, з переважанням чоловічих. Плід — тристворчата коробочка, що розтріскується при дозріванні. Насіння дрібне, еліптичної форми, сірого чи коричневого забарвлення.

## Використання
В їжу використовують подібне на картоплину коріння та листя. Маніок виростає на вісім футів (~2 м) у висоту; коріння може сягати трьох дюймів завтовшки й трьох футів (~1 м) завдовжки з масою від 3 до 10 кг. У коренеплодах багато крохмалю (77 %). У сирому вигляді дуже отруйні, споживаються лише вареними або печеними. З сирого маніоку роблять крупу (тапіоку), з якої варять кашу, а сушену маніоку перемелюють на борошно, з якого печуть тонкі коржі, які отримали назву хліб з касави. Листя подрібнюють і тушать з м'ясом.

## Поширення і культивування
Батьківщиною маніоки вважають райони сучасної Бразилії, поширена культура в усіх тропічних районах земної кулі. Посівні площі у світі становлять 14,5 млн га, виробництво — 129 млн т при середній врожайності 8-9 т / га.
Країни найбільшого поширення маніока в сільському господарстві: Заїр, Танзанія, Уганда, Нігерія в Африці; Таїланд, Індонезія, В'єтнам у Південно-Східній Азії; Бразилія, Венесуела, Колумбія в Південній Америці.

## Синоніми
| - Janipha manihot (L.) Kunth - Jatropha aipi (Pohl) A.Moller - Jatropha diffusa (Pohl) Steud. - Jatropha digitiformis (Pohl) Steud. - Jatropha dulcis J.F.Gmel. - Jatropha flabellifolia (Pohl) Steud. - Jatropha glauca A.Rich. - Jatropha janipha Lour. - Jatropha lobata var. richardiana Müll.Arg. - Jatropha loureiroi (Pohl) Steud. - Jatropha manihot L. - Jatropha mitis Sessé & Moc. - Jatropha mitis Rottb. - Jatropha paniculata Ruiz & Pav. ex Pax - Jatropha silvestris Vell. - Jatropha stipulata Vell. - Mandioca aipi (Pohl) Link - Mandioca dulcis (J.F.Gmel.) D.Parodi - Mandioca utilissima (Pohl) Link - Manihot aipi Pohl | - Manihot aipi var. lanceolata Pohl - Manihot aipi var. latifolia Pohl - Manihot aipi var. lutescens Pohl - Manihot aypi Spruce - Manihot cannabina Sweet - Manihot cassava Cook & Collins - Manihot diffusa Pohl - Manihot digitiformis Pohl - Manihot dulcis (J.F.Gmel.) Baill. - Manihot dulcis (J.F.Gmel.) Pax - Manihot dulcis var. aipi (Pohl) Pax - Manihot dulcis var. diffusa (Pohl) Pax - Manihot dulcis var. flabellifolia (Pohl) Pax - Manihot edule A.Rich. - Manihot edulis A. Rich. - Manihot esculenta var. argentea Cif. - Manihot esculenta var. coalescens Cif. - Manihot esculenta var. debilis Cif. - Manihot esculenta var. digitifolia Cif. - Manihot esculenta subsp. flabellifolia (Pohl) Cif. | - Manihot esculenta var. flavicaulis Cif. - Manihot esculenta var. fuscescens Cif. - Manihot esculenta subsp. grandifolia Cif. - Manihot esculenta var. grandifolia Cif. - Manihot esculenta var. nodosa Cif. - Manihot esculenta var. sprucei Lanj. - Manihot flabellifolia Pohl - Manihot flexuosa Pax & K.Hoffm. - Manihot guyanensis Klotzsch ex Pax - Manihot loureiroi Pohl - Manihot manihot (L.) H.Karst. - Manihot melanobasis Müll.Arg. - Manihot palmata var. aipi (Pohl) Müll.Arg. - Manihot palmata var. diffusa (Pohl) Müll.Arg. - Manihot palmata var. digitiformis (Pohl) Müll.Arg. - Manihot palmata var. flabellifolia (Pohl) Müll.Arg. - Manihot sprucei Pax - Manihot utilissima Pohl - Manihot utilissima var. castellana Pohl - Manihot utilissima var. sutinga Pohl |

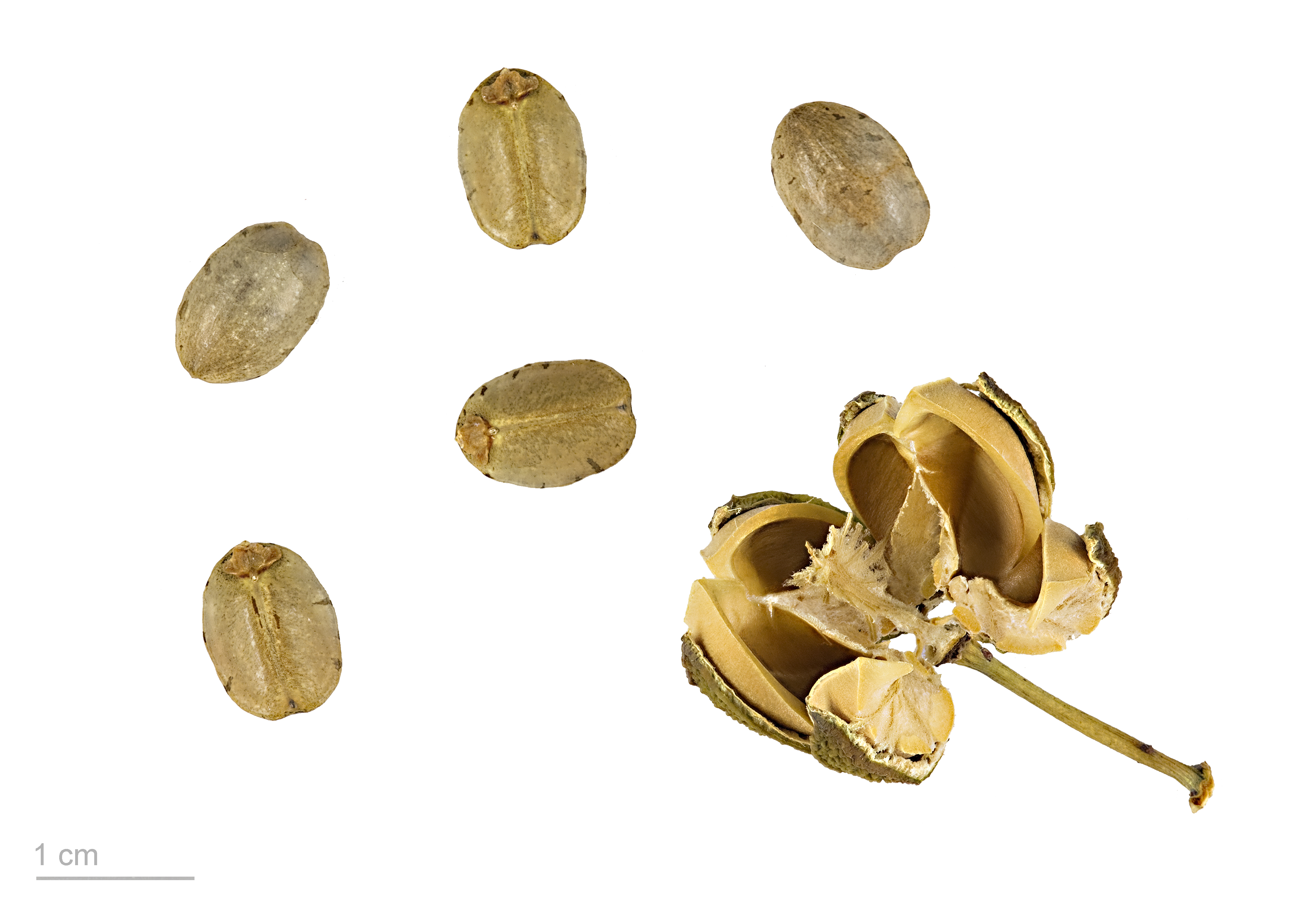
Плід і насіння Manihot esculenta — Тулузький музей